# 北塚古墳
北塚古墳（きたづかこふん）は、広島県福山市駅家町服部永谷にある古墳。広島県指定史跡に指定されている。

## 概要

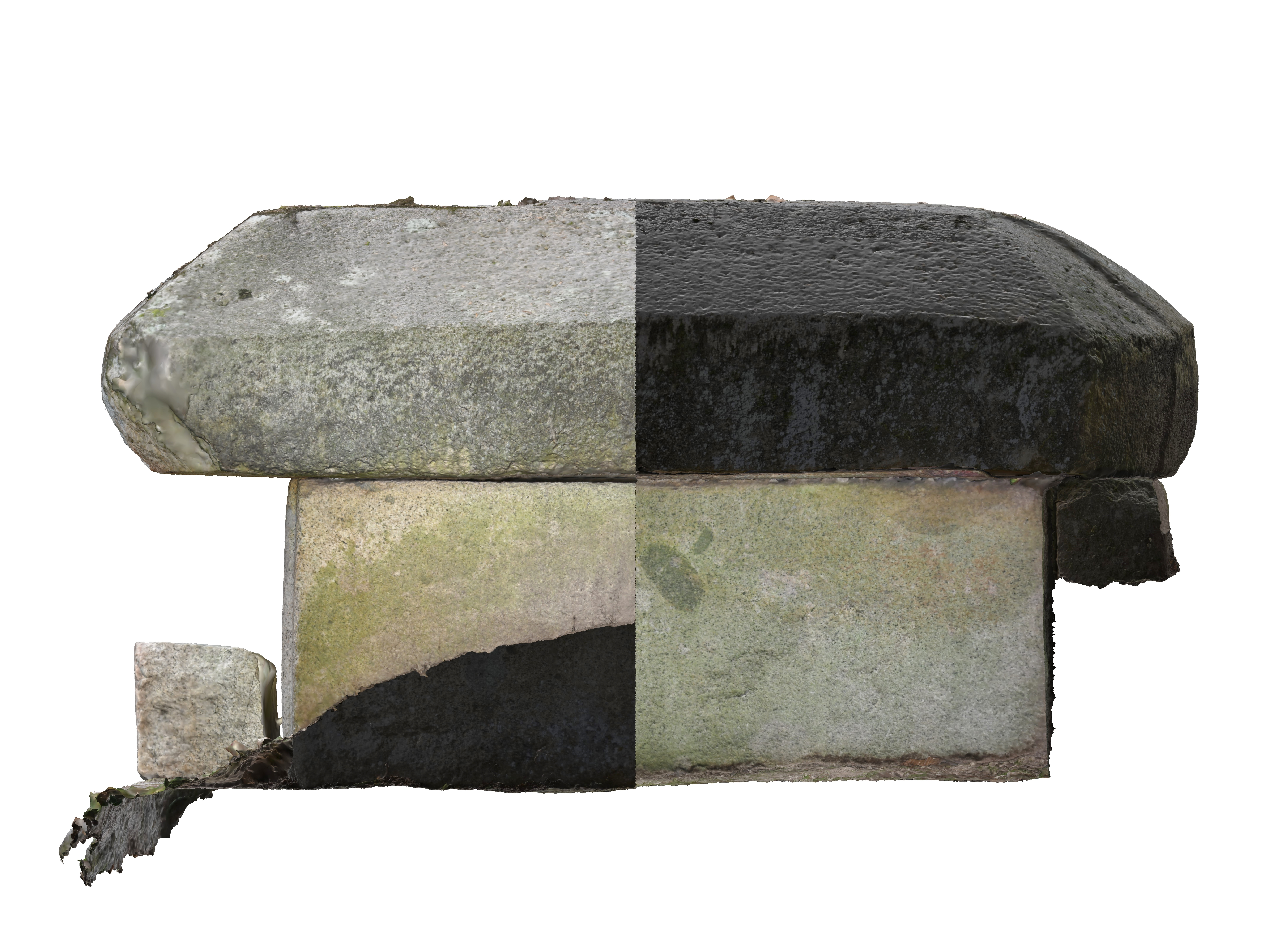
家形石棺立断面図

広島県東部、神辺平野から北に入った、服部大池から北の谷に面する丘陵端に築造された古墳である。墳丘は削平で失われているほか、1982年（昭和57年）に試掘調査が実施されている。
元々の墳形は明らかでない。埋葬施設としては花崗岩製の組合式家形石棺（または横口式石槨の石槨部）が遺存する。6枚の切石を組み合わせた石棺で、長さ2.34メートル・幅1.41メートル。高さ0.56メートルを測る。蓋石は各辺が丸みを帯びた長方形で、縄掛突起が退化したような装飾を造り出す。出土品としては試掘の際の鉄釘・須恵器（坏）片がある。築造時期は古墳時代終末期の7世紀後半（または7世紀前半）頃と推定され、猪ノ子古墳（福山市加茂町下加茂）のような横口式石槨（石棺式石室）古墳の前段階に位置づけられる。
古墳域は1988年（昭和63年）に広島県指定史跡に指定されている。

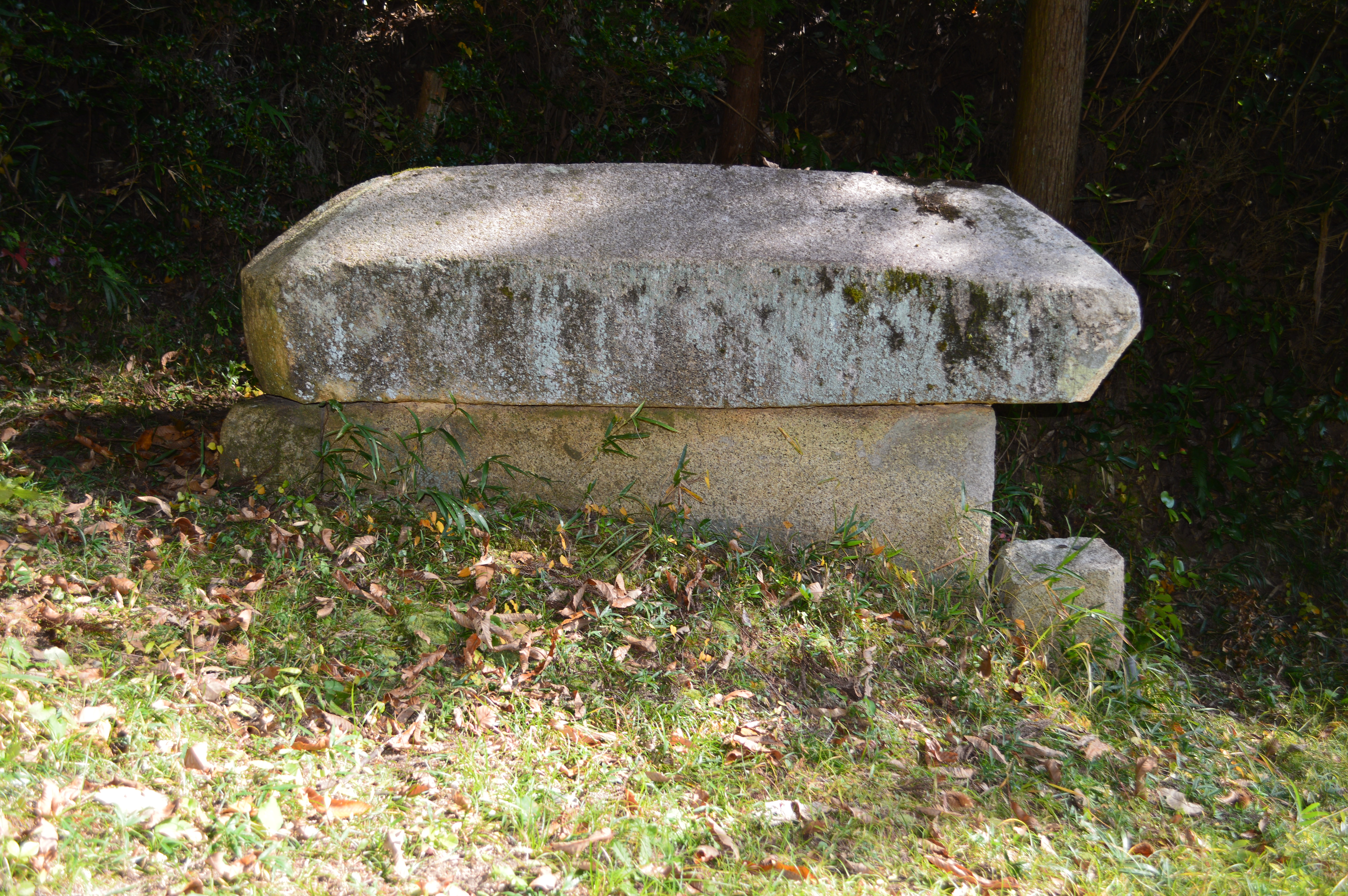
石棺横景
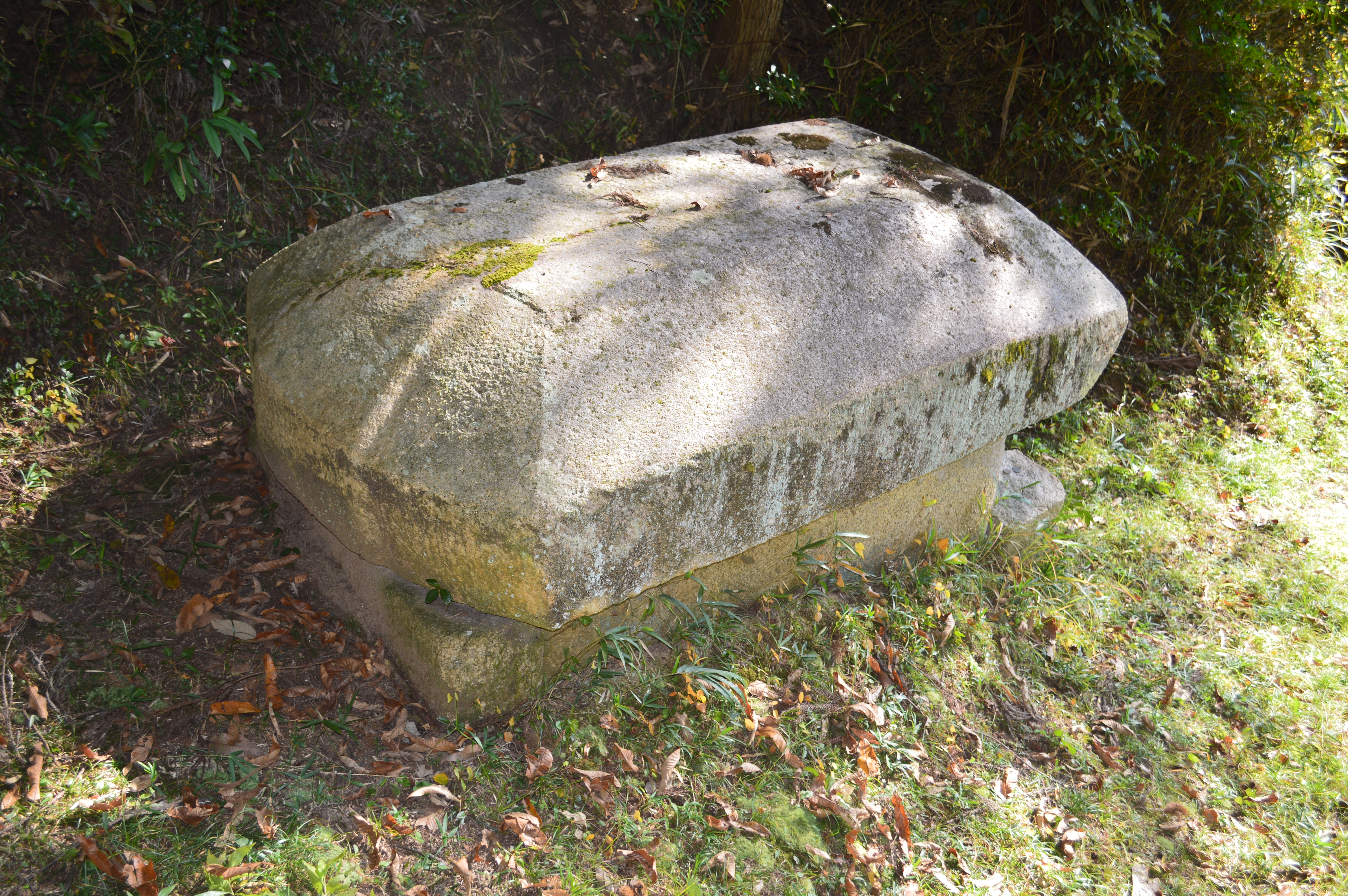
石棺蓋石 左側に縄掛突起状装飾を造り出す。
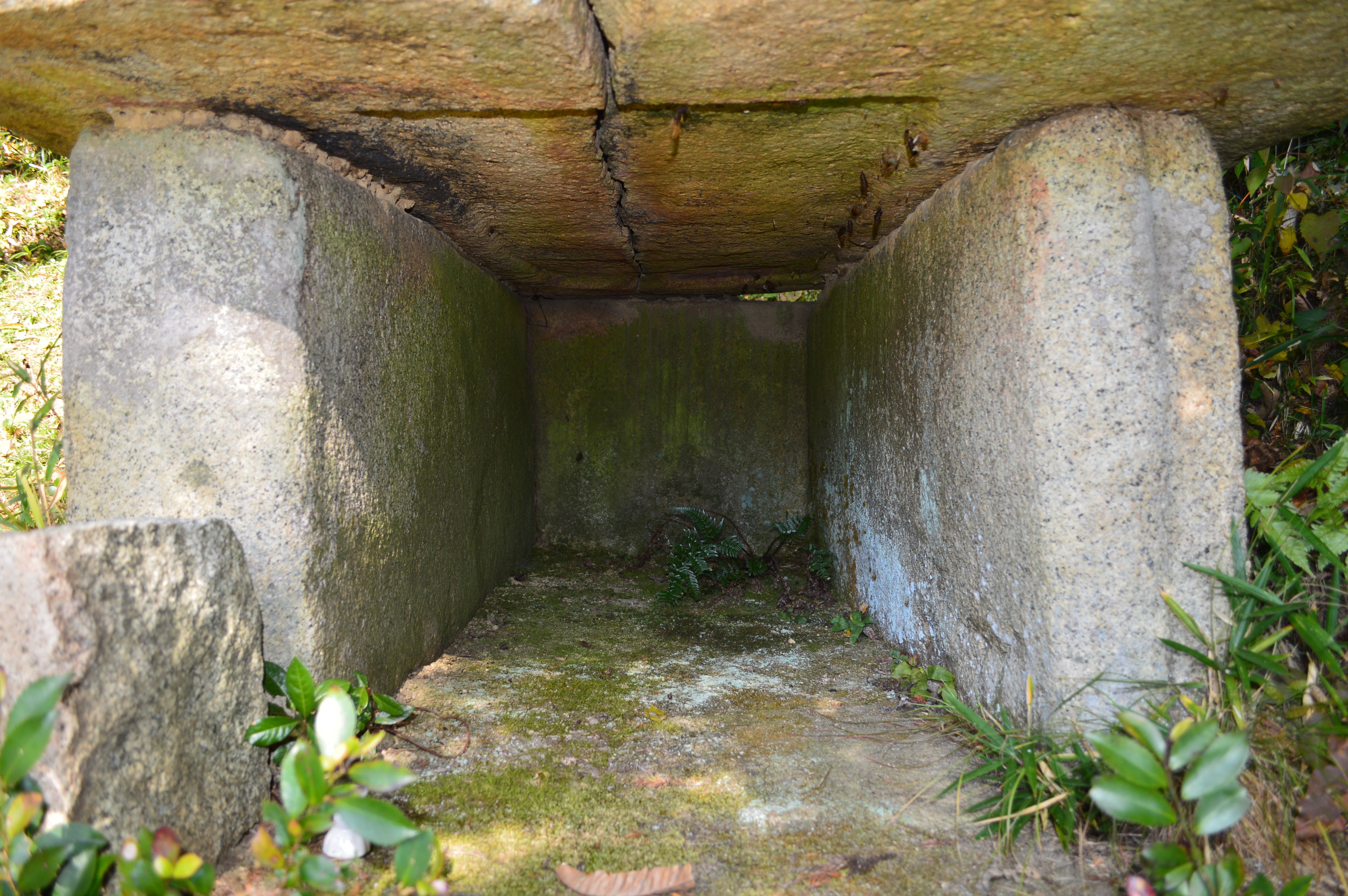
石棺内部 蓋石内面・側石小口側に彫込が認められる。
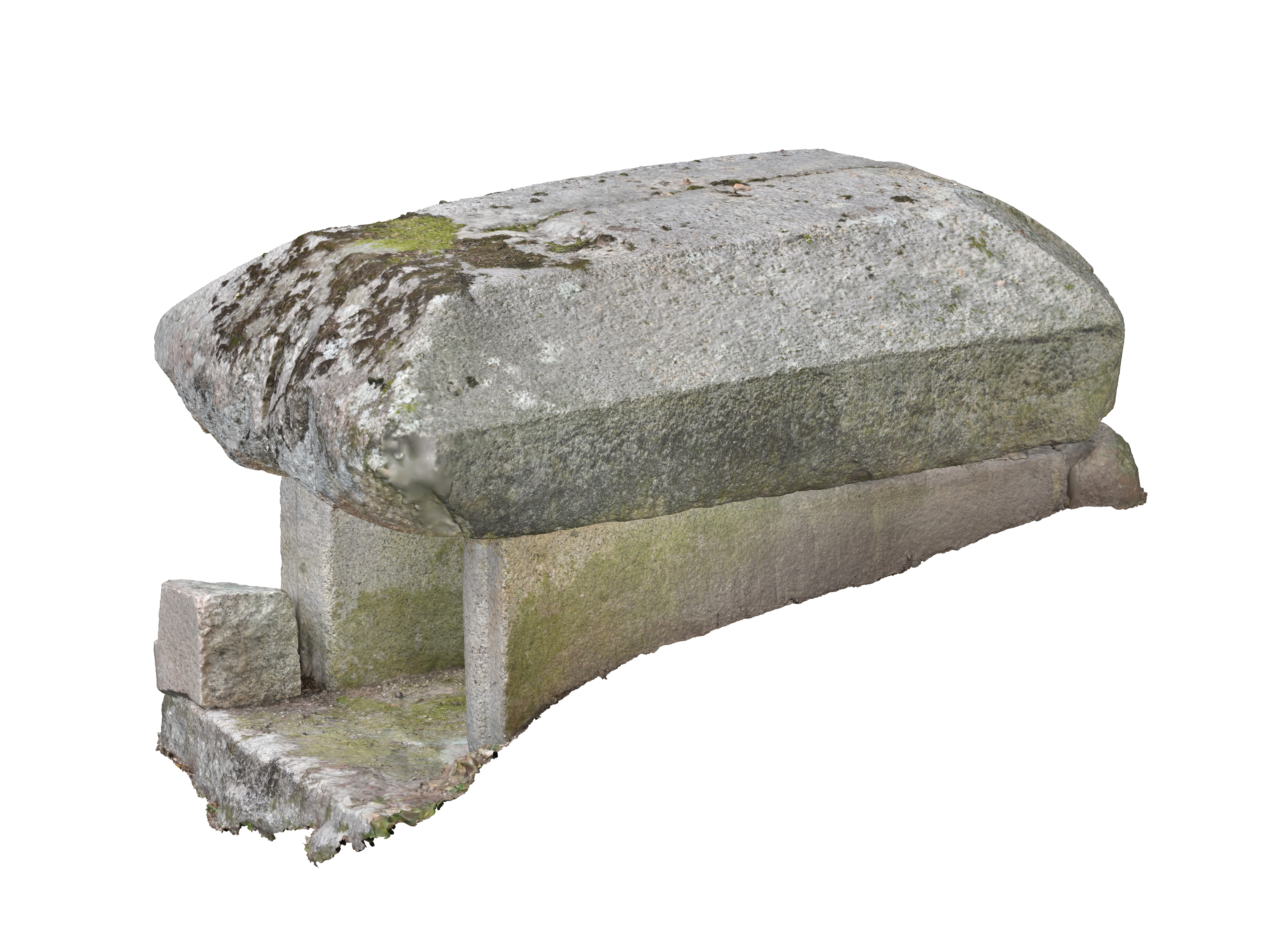
石棺俯瞰図
石棺展開図

## 文化財

### 広島県指定文化財
- 史跡
  - 北塚古墳 - 1988年（昭和63年）12月26日指定[2]。

## 関連文献
（記事執筆に使用していない関連文献）
- 「北塚古墳試掘調査」『福山市文化財年報19』福山市教育委員会、1983年。